# Adolfo Magrini (architetto)
Adolfo Magrini (Argenta, 20 ottobre 1858 – Ferrara, 2 febbraio 1931) è stato un architetto italiano.

## Biografia
Spesso confuso con l'omonimo pittore, nacque ad Argenta dal dottor Luigi (1826-1890) e Beatrice Dioli (1835-1928), che ebbero anche Guelfo (1856-1939). Come riporta Alfonso Sautto, il clima in cui crebbero Adolfo ed il fratello, era di un ambiente sereno, con genitori amorevoli e cugini amati come fossero figli, facendo in modo che Adolfo crescesse «tra fiori di virtù e poesia d'amore», indicazione che seppur con toni enfatici, rispecchiava il clima di una famiglia agiata in cui i figli potevano seguire le proprie inclinazioni senza preoccupazioni riguardanti il reddito.
Residente a Ferrara dal 12 luglio 1872, dal 1889 si stabilì in via Boccacanale di Santo Stefano al n. 5 per poi trasferirsi dal 1898 in Largo degli Armari n. 3 (oggi piazzetta Combattenti), che rimarrà il suo studio: in ultimo, nel 1901 sposterà la sua dimora in via Palestro n. 107, dove rimarrà sino alla morte, senza nemmeno sposarsi per poter continuare a dedicarsi alla cura dei familiari, specialmente la madre rimasta vedova nel 1890.

### Formazione e attività didattica
Frequentò le Scuole Tecniche e successivamente l'Istituto Tecnico di Ferrara (1873-1880) e dopo aver ottenuto la licenza, si iscrisse all'Accademia di belle arti di Bologna dal 1880 all'anno successivo, dalla quale uscì licenziato in Plastica nel 1882 dopo essersi perfezionato in architettura e decorazione con Luigi Domenichini, dal 1875 al 1877 e Gaetano Lodi, tra il 1881 ed il 1882 in decorazione con Albino Riccardi e in plastica con Giuseppe Pacchioni, seguendo anche le lezioni di Estetica di Enrico Panzacchi.
Iniziò l'insegnamento appena ventitreenne, nel 1881, venendo nominato insegnante della Lega Bolognese per l'istruzione del popolo, mentre l'anno dopo istituì ad Argenta una scuola gratuita di disegno applicato alle arti, con 24 allievi frequentanti, attività in cui traspariva il suo alto senso sociale verso la diffusione dell'istruzione, anche finalizzata all'apprendimento di un mestiere. Nel 1883 e fino al 1903 ottenne l'incarico di coadiutore assistente alla cattedra di disegno del prof. Vincenzo Tosi nelle scuole tecniche ferraresi, divenendo poi docente di disegno e vicedirettore fino al 1909, anno in cui chiese il riposo.
All'Istituto Tecnico di Ferrara, tra il 1885 ed il 1919, fu coadiutore-assistente e in seguito titolare di disegno ornamentale, architettonico, costruzioni e topografia, divenendo anche vice preside.
Dopo esser stato nominato membro del Consiglio Dirigente della Scuola Dosso Dossi nel 1907, l'anno dopo è titolare di insegnamento nella Scuola Tecnica Teodoro Bonati e nel 1909/1910, membro della Commissione di Belle Arti ed Edilità, come pure nel 1920/24. Rinuncia nel 1912 alla cattedra di Storia dell'arte al Regio Ginnasio Liceo ferrarese mentre l'anno successivo vinse il concorso per titoli divenendo professore di Disegno architettonico e ornamentale all'Università, rimanendovi quasi sino alla fine della sua vita. Durante questa attività, nel 1916 sostituì Giuseppe Ravegnani alla direzione della scuola ferrarese Dosso Dossi a causa di una malattia dello stesso. Nel 1919 venne nominato direttore del Museo del Risorgimento di Ferrara.
La contemporanea attività di Magrini in scuole di vario ordine e grado, ebbe un rilievo a livello nazionale per la sua attività all'interno dell'Associazione Nazionale degli Insegnanti di Disegno e soprattutto per la pubblicazione del manuale di disegno geometrico rivolto alle scuole, opera di grande e duraturo successo. Nel V° Congresso Nazionale dell'associazione, presentò una relazione in cui esplicava il diritto all'istruzione per ciascun individuo, sia per se stesso che come membro della collettività, indicando negli apprendimenti artistici il contributo nella formazione del sentimento estetico sin dalla giovane età dell'alunno, citando i contributi di diversi psicologi e pedagogisti, mentre per gli alunni dai 12 anni in su, sosteneva che occorresse mostrare molte opere d'arte. Caldeggiava infine l'istituzione di musei didattici volti a costituire collezioni di svariata natura, visitabili dal docente assieme agli allievi come a quei tempi avveniva nelle scuole di Manchester, prevedendo anche il prestito di libri e quadri agli allievi stessi per non interrompere il loro contatto con l'arte e far divenire le loro case un proseguimento della scuola. Prevedeva inoltre escursioni in luoghi rappresentativi per poter confrontare l'arte con le sue interpretazioni ma anche per far comprendere come ogni manufatto fosse espressione della bellezza della modernità ed elemento che riuniva in sé sia estetica che funzionalità. Nelle ultime pagine dell relazione accorpa i numerosi consigli pratici rivolti all'attuazione del progetto scolastico precedentemente illustrato, vedendo coinvolti enti pubblici e privati, associazioni culturali e le famiglie, quest'ultime considerate il luogo primario per la partenza di ogni formazione.

### Associazionismo
Oltre al lavoro declinato tra insegnamento e progettazione architettonica, attività sempre tra loro collegate, questo non gli impedì di far parte di varie associazioni locali e nazionali. Tra le più significative ed oltre quelle già citate, fu anche consigliere comunale. Fu membro della Commissione di Antichità e Belle Arti del Comune di Ferrara (per la quale esaminò e corresse la maggior parte dei progetti inerenti alle sepolture sia in città che nel forese, nel periodo compreso tra le due guerre) e l'Associazione Nazionale degli Insegnanti di Disegno, da lui fondata, per la sezione ferrarese, nel 1911 e di cui divenne segretario Augusto Droghetti mentre negli ultimi anni di vita, dal 1919 al 1931, fu presidente onorario della Pinacoteca civica a Palazzo dei Diamanti a Ferrara, succedendo a Droghetti, deceduto nel 1918. 
Nel 1920 riordina cronologicamente le opere della raccolta, pubblicandone il catalogo assieme a cenni sull'origine della galleria e sul palazzo che la ospita.
A questa istituzione, lasciò la sua intera biblioteca "di indole artistica" nel segno del legame creatosi con essa: consisteva in libri, alcuni antichi e di indubbio valore, opuscoli, riviste, tavole a stampa di disegni. Il lascito avvenne il 1º ottobre 1931 e fu posta nell'ufficio della Direzione su esecuzione testamentaria del rag. comm. Tito Ferranti, direttore della Banca Popolare di Ferrara.
Il lascito fu suddiviso in nove sezioni in base agli argomenti trattati: disegno ornamentale, geometrico, architettura, illustrazioni artistiche, arte e storia, pubblicazioni d'arte, Ferrara nell'arte e nella storia, guide turistiche, cataloghi e varie, trovandosi in una ricca manualistica che va da tutto il XIX secolo, oltre ai testi di Francesco Milizia e Andrea Palladio (in un'edizione del 1616 di Carampello, Venezia), la Regola delli 5 ordini di Architettura di Jacopo Barozzi in quattro diverse edizioni (1736, 1814, 1845, 1885) ed un'edizione tedesca della Prospettiva (1708) di Andrea Pozzo, innumerevoli tavole di cancelli e di lavori ornamentali in ferro battuto, decorazioni per edilizia privata, riviste contemporanee nazionali ed internazionali di architettura civile e preziose monografie, tra cui i due volumi di Roberto Martinenghi Il villino moderno (Milano, 1915), dell'arch. Cavazzoni, Il villino, (Milano, s.d.) o dell'arch. Venceslao Borzani Caseggiato Gambaro in Genova (Torino, 1913) ed I villini di Celle Ligure (Torino, 1924). Quest'ultimo, si occupò anche della sistemazione in stile neo-medievale della facciata del Palazzo comunale ferrarese. Si può riassumere il modus operandi di Magrini dicendo che vedere tanti esempi, era il suo metodo per rielaborare nuovi modelli.

### Il manualeCorso di Disegno Geometrico per le Scuole Secondarie
Nel suo Corso di Disegno Geometrico per le Scuole Secondarie del 1905, utilizza la sua esperienza didattica per realizzare la parte strettamente scolastica del modello di scuola che aveva in mente, costruendo con testi teorici ridotti all'essenziale, assieme ad un ricco repertorio di tavole riproducenti il disegno di ogni elemento architettonico, decorativo e progettuale, utili a chi affronta la materia o a chi dovesse affrontare un lavoro più complesso: in termini di completezza dell'opera, si giustificano quindi le ben 32 edizioni e il grandissimo successo nonché la massima diffusione dell'opera.
Il manuale inizia coi primi rudimenti del disegno geometrico, proiezioni di rette, sviluppo di figure lineari e di solidi fino ad arrivare, dopo una classificazione degli stili in ordine cronologio, alla progettazione di edifici ed alla composizione architettonica vera e propria, con in primis la casa di civile abitazione, assieme a tutto l'apparato che ne consegue. Le immagini a correlamento sono chiare e nitide, assieme ad un'impaginazione che lo rende fruibile e di facile consultazione anche per chi non ha alcuna esperienza. 
Le testate che riportarono la recensione al libro di Magrini furono: a Ferrara La Rivista e La Provincia di Ferrara, La Corrente (Milano), Periodico di Matematica (Livorno), Il Momento (Torino), La Provincia di Padova, Il resto del Carlino (Bologna), La Scuola pareggiata (Arezzo) e a Roma La Patria, Il Cittadino, La via letteraria e Mare Nostrum.
Di diverso carattere rispetto al manuale di Disegno geometrico, sono invece le Lezioni di disegno architettonico tenute da Magrini all'Università ferrarese e raccolte dagli studenti Giuseppe Guidi e Arnoldo Fogagnolo in un volume da loro poi donato alla Biblioteca comunale Ariostea il 7 giugno 1916. Il testo è diviso in due parti, in cui la prima è costituita da una vera e propria storia dell'architettura dalle origini agli inizi del '900 completata da esemplificazioni eseguite dallo stesso professore, seguita da una tavola cronologica distinta per secoli mentre la seconda è dedicata più specificatamente al disegno architettonico, alla cui teoria segue immediatamente la pratica, per la quale vengono utilizzate soprattutto le tavole di illustrazione del suddetto manuale di disegno geometrico.
Secondo lo stesso Magrini, il rapido e radicale cambiamento delle condizioni ed esigenze di vita delle persone, imponeva all'architetto la soluzione di nuovi problemi, legati innanzitutto alle molteplicità delle tipologie edilizie alle quali era chiamato a progettare secondo i criteri più moderni. La necessità di conciliare innovazioni sia estetiche che edilizie, portava all'ottenimento di un prodotto sia funzionale che bello, ottimizzato anche a livello economico. Per quanto riguarda l'Eclettismo, era considerato da Magrini pericoloso perché difficile nel mantenere l'equilibrio tra decorazione e decorativismo, tra composizione piana e compositivismo, tra legame con la tradizione italiana e tentazione verso quella nordeuropea. Quando tale legame verrà raggiunto, i risultati saranno suggestivi e a volte sorprendenti e nuovi. Riguardo a tale stile, nelle pagine in cui se ne occupa, per quanto non abbia inserito esempi relativi, si può dire che fu appartenente a tale corrente, seppur in modo cauto.

### Opere e progetti
Dal censimento della sua Biblioteca lasciata alla Pinacoteca ferrarese, si può dedurre lo stile di Magrini, in una posizione di equilibrio tra antico - inteso come solida base di cultura e competenze tecniche derivanti dai maestri del Rinascimento - e di moderno, inteso come sperimentazione del rapporto tra estetica e funzionalità, volto verso un progresso sociale cominciato nella seconda metà del XIX secolo.
Assieme all'architetto Giacomo Diegoli nel 1913, in occasione del centenario, redasse un progetto di completamento per del Ciborio e della facciata della Chiesa di San Cristoforo alla Certosa (mentre il restauro del coro fu affidato all'ebanista Casalini), nel cimitero monumentale di Ferrara e nello stesso periodo diresse anche la ricostruzione dell'altar maggiore dello stesso tempio.  Nella certosa eresse la propria tomba di famiglia nei primi anni Venti, realizzata dalla ditta Bigoni. e la tomba Bosi.
Fu attivo, tra l'altro, a Ferrara, Argenta, Cesenatico (dove realizzò villini, alberghi, chiese), dove eseguì il Piano regolatore nel 1923, Bergamo, Roma e Cettigne nonché nel Montenegro, seppur alcune sue opere siano state erroneamente attribuite al suo omonimo.
Nel 1895 collaborò anche col giornale La scuola del Disegno di Bergamo.
Alla morte, venne ricordato sulle pagine del Corriere Padano dall'amico Giuseppe Agnelli, direttore della Biblioteca comunale Ariostea e fondatore dell'associazione Ferrariae Decus, di cui fece parte del consiglio direttivo dal 1920 al 1927, assieme agli ingegneri Righini, Scabbia e Maciga, seguendo anche i lavori di rifacimento del Palazzo municipale di Ferrara. Sempre sul Padano, il mese seguente anche Adolfo Sautto, studioso di storia ed arti ferraresi, si dedicò a Magrini analizzando le più di duecento opere eseguite sotto la direzione dell'architetto, articolo che prelude alla successiva pubblicazione In memoria del Prof. Adolfo Magrini, entrando in dettaglio soprattutto per quanto riguardava gli incarichi amministrativi e le onorificenze ottenute.

### Esposizioni
Partecipò a varie mostre della società Benvenuto Tisi di Ferrara ma anche a Torino nel 1890 all'Esposizione Nazionale di Architettura e a Livorno, all'Esposizione donatelliana, dove vinse una medaglia d'oro.

### Opere grafiche
Tra le svariate tavole di Magrini oltre a quelle per il Corso di Disegno Geometrico per le Scuole Secondarie, 1905 ed edizioni successive e gli schizzi a mano libera, vi sono:
- Tavole con decorazioni per cornici architettoniche, 1916 ca.
- Schizzi architettonici, Ferrara, Musei Civici d'Arte Antica, Palazzo Bonacossi
- Apparato decorativo per teatro, 1886-1888
- Stampa floreale[27]
- I fiori e le loro applicazioni, s. d.[28]
- Motivi decorativi rinascimentali in S. M. Novella a Firenze, s. d., litografia di Karl Prochaska

### Progetti architettonici
A Ferrara:
- Progetto per l'edificio dell'osservatorio astronomico, 1877[7]
- Progetto di tempio per il cimitero di Argenta, 1880[7]
- Progetto di Politeama a Ferrara nell'area dell'Orto Zamorani, 1883[7]
- Progetto di Teatro diurno e notturno per 3.000 spettatori, 1886[7]
- Progetto tecnico-amministrativo per la costruzione di case operaie ad Argenta, 1889[7]
- Progetto di Teatro con relative decorazioni, presentato nel 1890 alla I^ Esposizione Nazionale di Architettura di Torino[7]
- Progetto di Teatro in stile lombardesco, presentato nel 1892 alla Mostra Artistica Industriale, medaglia d'argento[29]
- Progetto di Officina Elettrica per l'illuminazione pubblica ad Argenta, 1893[7]
- Progetto di monumento a Dante, 1895[7]
- Progetto di facciata e campanile per la chiesa di San Giacomo ad Argenta, 1897[7]
- Progetto di mercato coperto ad Argenta, 1898[7]
- Progetto per lo scoprimento della base della facciata del Duomo di Ferrara, 1923[7]
- Progetto della palazzina per il sig. Cavalieri, 1924[7]
- Progetto di sistemazione del Palazzo del Monte di Pietà, 1924[7]
- Progetto per il grande serbatoio pensile per il nuovo acquedotto, 1925[7]

A Cesenatico:
- Progetto di due ville del sig. Dalle Vacche e Villa Leoni, 1910/1911[7]
- Villa per il dr. F. Magrini, 1912[7]
- Edificio per il Circolo bagnanti, 1913[7]
- Albergo con pattinaggio, cinematografo, caffè per il sig. Battelli, 1913[7]
- Villa per il cav. Navarra, 1913[7]
- Villa Battelli, 1915[7]
- Grande Albergo Moderno, 1919[30]
- Progetto di chiesa per il Cimitero, 1923[7]

Per i Reali del Montenegro a Cettigne:
- Due progetti del palazzo per S.A.R. Principe Pietro del Montenegro
- Villa per S.E. Miter Martinovich, Generale Capo della Casa Militare del Re di Montenegro
- Progetti di case economiche e di abitazione civile per Cettigne
- Villa per il senatore Jamo Dergvinch
- Progetto per la villa di S. E. Ramadanovich

## Onorificenze
- 1901 - Cavaliere dell'Ordine della Corona d'Italia.
- 1911 - Cavaliere Ufficiale dell'Ordine di Danilo I° del Montenegro.[24][31]